# 白妙 (駆逐艦)
白妙（しろたえ、旧仮名 : しろたへ）は、大日本帝国海軍の駆逐艦で、神風型駆逐艦 (初代)の22番艦である。

## 艦歴

### 建造
1905年（明治38年）2月15日、命名（製造番号第22号）。
同年7月25日
、
三菱造船所 (長崎) で起工。
船番168。
1906年（明治39年）7月30日進水。
8月15日、駆逐艦に類別。
11月10日に引渡予行運転を行い速力29.113ノットを記録したが、その後の開放検査で右舷中圧気筒のスチーム・ポートに亀裂2カ所発見された。
些細な亀裂で運用に問題は無いと思われたが、竣工後に当該カ所を交換することになった。
書類上は11月20日付で竣工、22日に海軍へ引き渡された。
11月23日出渠した。

### 1907年
その後は第一予備駆逐艦に指定され、佐世保海軍工廠で兵装工事を行った。
また1907年 (明治40年) 2月12日より亀裂の入った気筒の交換工事を長崎で開始、
3月7日に工事は竣工した。
3月19日に佐世保軍港を出航、韓国南岸を航行し、25日佐世保に帰港した。
6月10日に長崎の三菱造船所第2船渠に入渠、艦底の塗装を行い。翌11日に出渠した。
7月28日に佐世保を出航、韓国の警備任務を行った。
8月1日時点で第二艦隊に所属し、朝鮮半島海洲港にいた。
8月27日に佐世保に帰港した。
9月1日時点で第一予備駆逐艦 (第九駆逐隊) となっており、
佐世保で小修理を行っていた。
9月12日に佐世保を出航、韓国南岸を航海し16日に今福に帰国した。
また10月から11月に缶室送風機の修理を行い、
11月12日佐世保を出航、韓国南岸を航海し19日佐世保に帰港した。
11月25日から艤装改良工事や機関修理 (主機の分解修理) などを佐世保で行った。
12月25日に入渠し艦底塗換工事を実施、
全工事の終了は翌1908年 (明治41年) 1月中旬を予定した。

### 1908年
1908年 (明治41年) 
3月2日徳山港を出航、韓国南岸を航海し6日佐世保に帰港した。

### 1909年
1909年 (明治42年) 11月12日午後10時過ぎに助薬島の南を隊の4番艦として航行していたが、
暗闇のため海岸線がはっきりせず、また潮流等で艦位の測定がずれていたために
海岸に50mまで接近、10時24分に後進全速としたが陸岸に接触した。
損傷は軽微だったが、
艦首下方がフレームNo.7まで屈曲した。
佐世保海軍工廠で約10日間の修理が行われた。

### 1912年
1912年8月28日三等駆逐艦。

### 第一次世界大戦
1914年（大正3年）8月17日佐世保を出航し支那方面で警備任務を行い、23日より第一次世界大戦に参戦、
青島の戦いに参加した。同年8月31日午前2時膠州湾外霊山島沖で座礁し、9月4日に沈没。
10月29日除籍、
艦艇類別等級別表からも削除された。

## 艦長
※『日本海軍史』第9巻・第10巻の「将官履歴」及び『官報』に基づく。
駆逐艦長
- 加村康政 大尉：1906年11月5日 - 1907年5月17日
- 中桐啓太 大尉：1907年5月17日 - 6月13日
- （兼）増田幸一 少佐：1907年6月13日 - 7月30日
- （兼）大島正毅 中佐：1907年7月30日 - 9月3日
- 春日正量 大尉：1907年9月3日 - 1909年7月30日
- 黒田勇吉 大尉：1909年7月30日 - 1911年5月23日
- 泥川豊 大尉：1911年5月23日 - 1912年12月1日
- （兼）園田信正 少佐：1912年12月1日 - 12月20日
- 宮田源八 大尉：1912年12月20日 - 1913年5月24日
- 白戸光久 大尉：1913年5月24日 - 12月1日
- 梅鉢義三 大尉：1913年12月1日 - 不詳